# Phaonia arcuaticauda
Phaonia arcuaticauda este o specie de muște din genul Phaonia, familia Muscidae, descrisă de Chen și Xue în anul 1997. Conform Catalogue of Life specia Phaonia arcuaticauda nu are subspecii cunoscute.